# NGC 6914
Az (NGC) 6914 a Cygnus (Hattyú) csillagképben található kiemelkedő hármas reflexiós köd.
További elnevezések: LBN 280; Ced 176d.

## Felfedezése
Az NGC 6914-ről először 1881-ben az északi régiót Jean Marie Edouard Stephan észlelte, majd Hubble 1922-ben és Collins 1934-ben a hármas középső és alsó részét nevezte el az alábbiak szerint:
- északi régió: NGC 6914,
- középső régió: NGC 6914a (magába foglalja a LkHa 229-et, vdB 132-t)
- déli régió: NGC 6914b (magába foglalja a LkHa 227-et, vdB 131-et, PP 95-öt)

Az NGC 6914 így reflexiós köd régió néven ismert.

## Tudományos adatok
Az NGC 6914 tanulmányozásakor számos fiatal csillagot találtak a régióban, a legismertebb FUor V1515Cyg. Ezért kimondható, hogy az NGC 6914 reflexiós-köd galaxisunk egy csillagkeletkezési régiója.
Herbig 3 emissziós csillagot jegyzett le: LkHa 227, 228, 229. Egy kis reflexiós ködöt a PP 95-öt Parsamian és Pertosian  fedezett fel, valamint Aspin és Reipurth (2000) egy nagy HH objektumot talált a PP95 mellett. Az objektum neve HH 475.
A kék reflexiós ködöket egy-egy fiatal (néhány millió éves, már nem újszülött) kék B típusú csillag világítja ki, amelyek ott születtek. A megnevezett objektumok (V1515 Cyg, LkHa 227, 228, stb) halványabb fiatal csillagok ugyanebben a csillagkeletkezési régióban. A rózsaszín területek ionizált hidrogénfelhők, amelyeket közeli nagyon forró csillagok ionizálnak. A csillagok O típusúak, forróbbak, fényesebbek, mint a reflexiós ködök megvilágító csillagai.
Csillagok most a sötét felhőben születhetnek (L897).

## Megfigyelési lehetőség
Az NGC 6914 a Hattyú csillagképben a Deneb és a Sadr csillagok között található az NGC 6910 nyílthalmaz közelében. Amatőr távcsővel 250mm átmérő alatt nem látható.
Az NGC 6914 reflexiós ködöt inkább augusztusban érdemes felkeresni. A Hattyú csillagkép egyébként április 25 (éjféltől) november 25 (éjfélig) kereshető fel, azonban fotografikus észlelésre augusztus 10 körül alkalmas, akkor delel a Zenittől délre cca 5°-ra.